# Abraham Lake
Abraham Lake är en sjö i Kanada.   Den ligger i provinsen Alberta, i den centrala delen av landet, 3 000 km väster om huvudstaden Ottawa. Abraham Lake ligger 1 308 meter över havet. Arean är 54 kvadratkilometer.
I omgivningarna runt Abraham Lake växer i huvudsak barrskog. Trakten runt Abraham Lake är nära nog obefolkad, med mindre än två invånare per kvadratkilometer.